# Бузетско-поречки партизански одред
Бузетско-поречки народноослободилачки партизански (НОП) одред је био партизанска јединица у саставу Народноослободилачке војске и партизанских одреда Југославије током Другог светског рата у Хрватској.

## Историјат
Формиран 29. августа 1944. на подручју Бузета од делова 1. и 2. истарског НОП одреда. Назван је још: Трећи бузетско-поречки и 3. истарски НОП одред. Приликом формирања имао је један батаљон и налазио се под командом Штаба групе НОП одреда за Истру (Штаба оперативног сектора за Истру). Дејствовао је као 5. батаљон Треће истарске НО бригаде; 20. септембра 1944. имао је 205 бораца. После одласка истарских бригада из Истре, септембра 1944, Бузетско—поречки НОП одред дејствовао је под тешким условима на комуникацији Трст—Пула и Трст—Ријека, нападајући мање непријатељске колоне и окупљајући народ тог краја око платформе НОП. Расформиран је 19. децембра 1944, а његово људство попунила је Други пулски (Други истарски) НОП одред.